# Poule hongrois
Linzer ; Pigeon de Linz
Le Poule hongrois (en allemand : Huhnschecke) est une race de pigeon domestique autrichienne, appartenant au groupe des pigeons type poule.

## Origines
Le Poule hongrois est originaire de Linz, capitale de la Haute-Autriche, où il est connu depuis la seconde moitié du XIXe siècle. Il est issu de croisements entre le Bagadais de Nuremberg, le Poule florentin et un pigeon turc disparu depuis. Par ses origines, il est parfois cité sous le nom Linzer ou Pigeon de Linz.

## Description

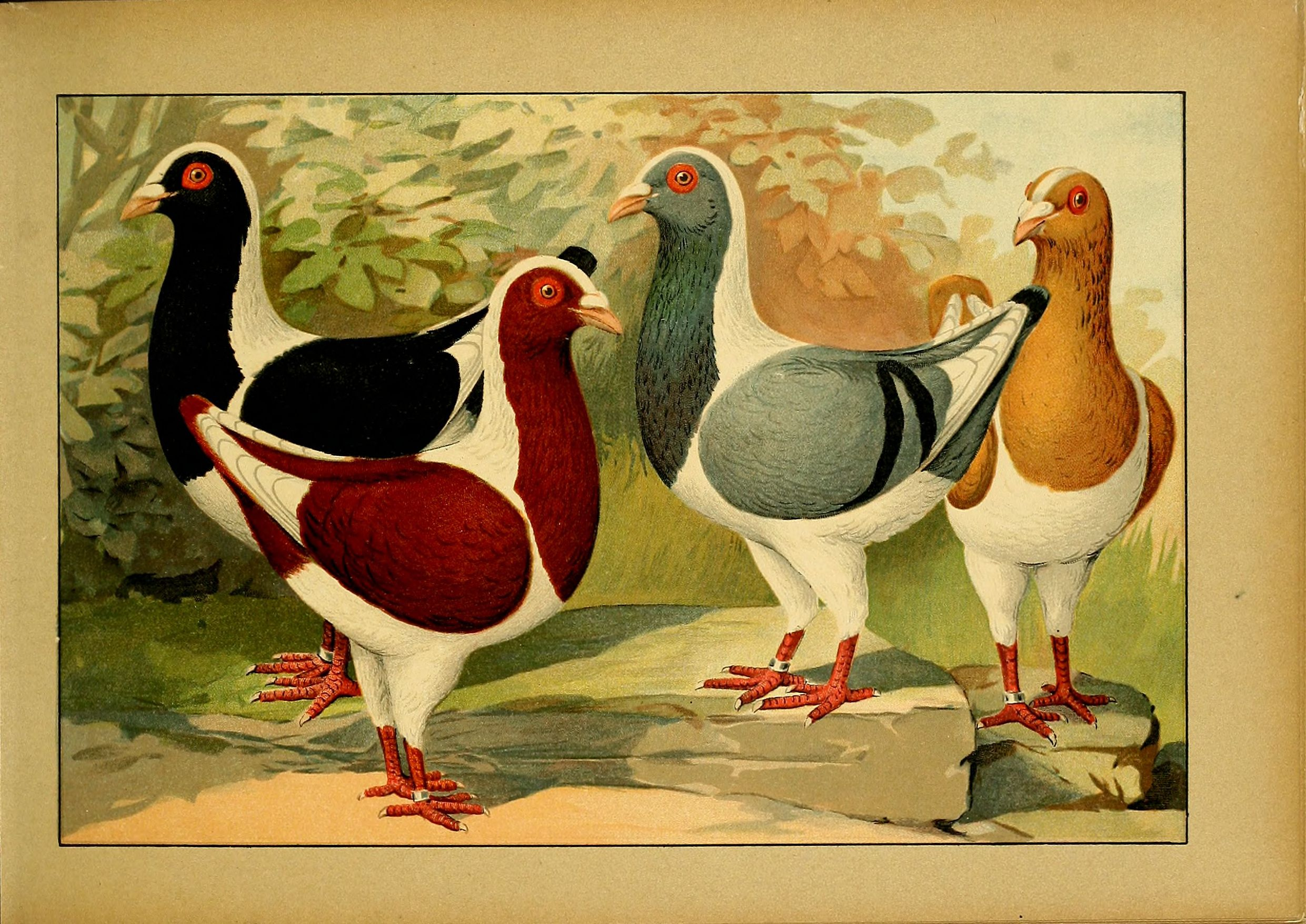
Illustration de 1906 : le cou était moins développé que chez les individus modernes.

C'est un pigeon à la posture horizontale, pouvant atteindre une taille de 38 cm pour un poids de 800 g,. Sa tête est légèrement bombée et forme une courbe avec le bec. L’œil est de couleur orange à rouge. Le bord de l’œil est également développé en plusieurs anneaux rouges. Son cou est long et droit. Sa poitrine est large ; son dos large et court. Les ailes fortes couvrent le dos. Sa queue est courte. Ses pattes sont longues et puissantes, aux doigts nus,.
Le motif de son plumage est très caractéristique. Il est de couleur pie : l'oiseau est blanc avec comme parties colorées, les côtés de la tête, le plastron, le bouclier des ailes et la queue. De la base du bec, une bande blanche de 3 à 5 mm de large doit traverser la tête et s'élargir jusqu'à la nuque blanche. Entre six et onze rectrices primaires doivent être blanches. Plusieurs couleurs sont disponibles chez cette race,.

## Élevage
Le Poule hongrois est une race très difficile à élever. Pour les oiseaux de concours, il est compliqué d'obtenir le bon marquage.
L'oiseau peut être élevé en vol libre ; dans ce cas, il ne s'éloignera pas de son pigeonnier et restera sur les toits alentours. Il est également territorial ; il peut dans ce cas être bagarreur et parfois violent pour protéger son nid. Le pigeonnier doit être aménager de telle sorte que les oiseaux ne se gênent pas les uns les autres.

## Standard et diffusion
Son standard est géré par l'Autriche (A/0202) et les oiseaux sont bagués avec une bague de 10 mm.
La race est très courante en Europe de l'Est et Centrale ainsi qu'aux États-Unis. Mais elle reste confidentielle en Europe de l'Ouest.